# Largas noches
Largas Noches es el tercer disco de Cadena Perpetua. Sin abandonar el género punk, en este álbum la banda explora un sonido más melódico e introduce algunas letras introspectivas y sentimentales, en contraste con Buscando Salidas.

## Lista de temas
1. «Baila conmigo»
2. «Como poder»
3. «Sobrevivir»
4. «No quisiera Quererte» (Horacio Guarany)
5. «Si me ves»
6. «Te quiero mal»
7. «Fiel soledad»
8. «Vivirías»
9. «¿Por qué?»
10. «23-10-99»
11. «Quise Evitarte»
12. «Dispara»
13. «La Reacción»

## Ficha técnica
- Hernan Valente: Guitarra y voz
- Eduardo Graziadei: Bajo y coros (voz principal en "La Reacción").
- Damian Biscotti: Batería
- Grabado y mezclado por Hernan Valente y Eduardo Graziadei en el estudio "Border Line". En enero-febrero de 2000 y masterizado en los estudios "Del Abasto al Pasto" por David Santos.
- Producción Artística: Cadena Perpetua.
- Producción Ejecutiva: Vinilo Discos.

- Datos: Q5970079